# Aeroelasticidade
Aeroelasticidade é o ramo da engenharia aeroespacial que estuda as interações entre forças inerciais, elásticas e aerodinâmicas.
Nenhuma estrutura aeronáutica é totalmente rígida e, ao ser exposta a forças aerodinâmicas, normalmente sofre deformações por flexão, torção ou pela combinação destas. Este efeito torna-se relevante quando a aeronave se move em alta velocidade, pois qualquer modificação na forma do perfil aerodinâmico, decorrente das forças aerodinâmicas adicionais, causa modificações nas cargas sobre o perfil, aumentando a deflexão no mesmo. Sem um sistema de controle , este processo pode se realimentar, com resultados catastróficos.  
Os estudos em aeroelasticidade podem ser relativos a aeroelasticidade estática ou aeroelasticidade dinâmica.

## Aeroelasticidade estática
A aeroelasticidade estática estuda as interações entre forças aerodinâmicas e elásticas. As propriedades de massa não são relevantes neste ramo da aeroelasticidade.

### Divergência
O fenômeno da divergência ocorre quando uma superfície sustentadora sofre deflexão torsional devida a um carregamento aerodinâmico, o que ocasiona um aumento da carga sobre o perfil, e com o aumento de velocidade a deflexão ocorre de maneira mais intensa, até que a carga limite é atingida, causando a falha da estrutura. Esse fenômeno ocorre principalmente em asa de enflexamento negativo, pois o centro aerodinâmico da semi-asa está a frente do engastamento, o que faz que ela torça ainda mais de forma que aumente o ângulo de ataque.

### Eficiência e Reversão de controle

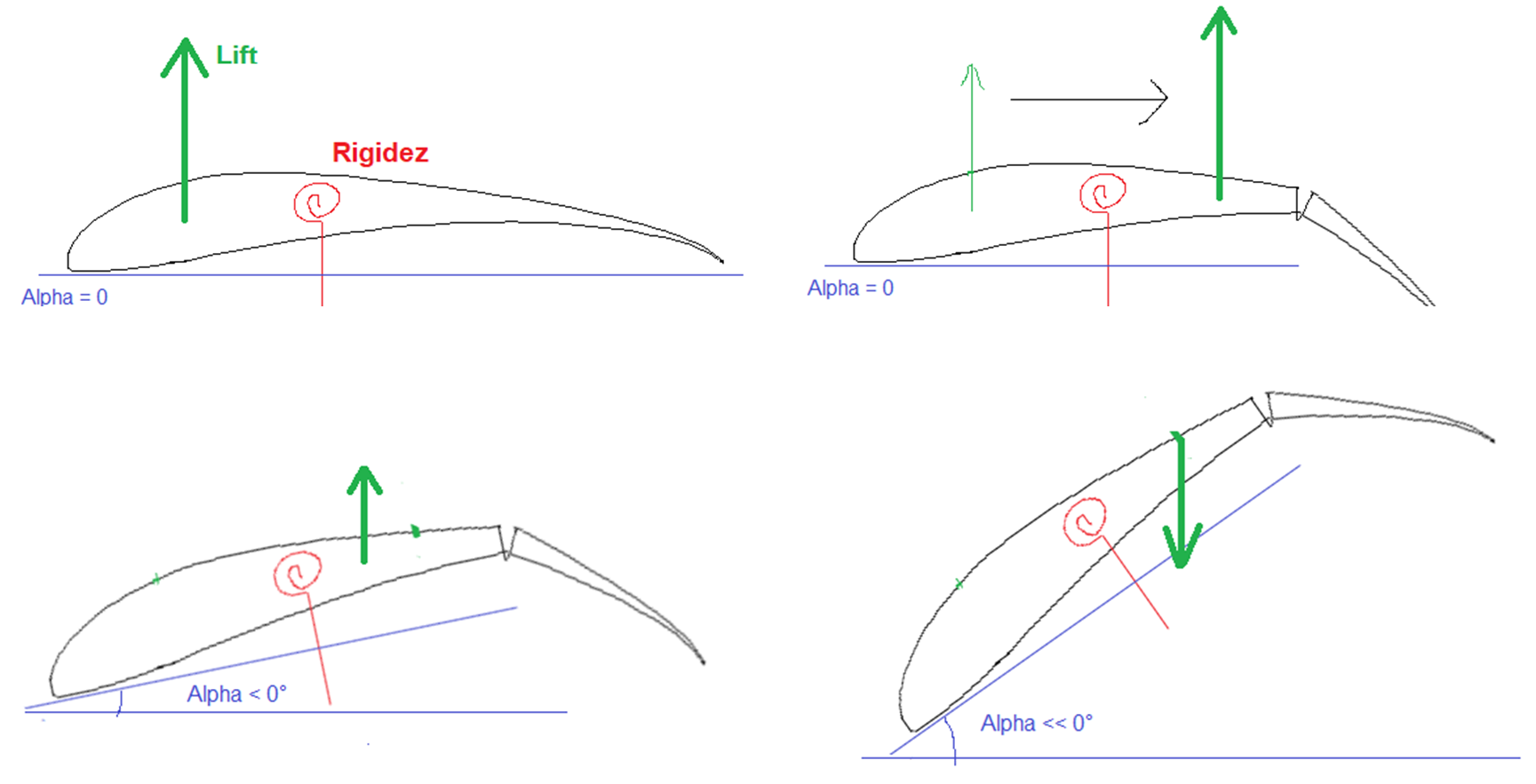
Eficiência e reversão de comando

Reversão de Controle é a perda ou reversão da resposta esperada de uma superfície de controle. Este fenômeno ocorre após deformações estruturais, por causa da torção do perfil aerodinâmico que é ocasionada após uma deflexão de sua superfície de controle. Essa torção é contrária ao movimento da superfície de controle, e isso faz que o incremento que era esperado pela deflexão dessa superfície de controle seja menor que o esperado, e isso ocorre e é amplificado quando a velocidade aumenta, fazendo que ela tenha uma perda de Eficiência de controle até que em um momento, o incremento se inverte.

## Aeroelasticidade Dinâmica
A aeroelasticidade dinâmica estuda as interações entre forças aerodinâmicas, elásticas e inerciais que ocorrem ao passar do tempo. Este ramo da aeroelasticidade estuda os fenômenos de flutter, resposta dinâmica e buffetting, entre outros.

### Flutter
Flutter é uma oscilação auto-excitada que ocorre quando uma superfície sustentadora sofre deflexões (por conta de forças aerodinâmicas) tais que a carga total aplicada se reduz. A deflexão também se reduz, restaurando o carregamento aerodinâmico original, recomeçando o ciclo. Um grande exemplo desse fenômeno é o acidente da Ponte de Tacoma Narrows.

### Resposta dinâmica
A resposta Dinâmica é a maneira como a aeronave responde a rajadas e outras perturbações atmosféricas e no campo de aeroelasticidade, é considerado as deflexões da estrutura da aeronave nessas respostas.

### Buffeting
Buffeting é uma instabilidade em alta frequência, ocasionada por descolamento do fluxo aerodinâmico ou por oscilações de ondas de choque. Como exemplo da ocorrência do fenômeno, em aeronáutica é a oscilação irregular de uma parte da aeronave, causada pela turbulência.

## Outros campos de estudo
Outros ramos da física influenciam os fenômenos aeroelásticos. Por exemplo, em veículos aeroespaciais, as tensões induzidas por altas temperaturas é importante. Isto leva ao estudo da aerotermoelasticidade, ou em outras situações, a dinâmica dos sistemas de controle afetam os fenômenos aeroelásticos e tais influências são tratadas pela aeroservoelasticidade.